# یانکی (فیلم)
یانکی (انگلیسی: Yankee) فیلمی در ژانر وسترن به کارگردانی تینتو براس است که در سال ۱۹۶۶ منتشر شد. از بازیگران آن می‌توان به آدولفو چلی اشاره کرد.